# Alfred Carlton Gilbert
Alfred Carleton Gilbert, detto A.C. (Salem, 13 febbraio 1884 – Boston, 24 gennaio 1961), è stato un astista statunitense.

## Biografia
Ai Giochi della IV Olimpiade vinse l'oro nel salto con l'asta ex aequo con Edward Cook, ottenendo un risultato migliore del canadese Ed Archibald dello svedese Bruno Söderström e dello statunitense Charles Jacobs premiati con la medaglia di bronzo.

## Palmarès
| Anno | Manifestazione  | Sede   | Evento           | Risultato | Misura | Note |
| ---- | --------------- | ------ | ---------------- | --------- | ------ | ---- |
| 1908 | Giochi olimpici | Londra | Salto con l'asta | Oro       | 3,71 m | RO   |